# 博基列罗
博基列罗（義大利語：Bocchigliero），是意大利科森扎省的一个市镇。总面积97平方公里，人口1594人，人口密度每平方公里16.4人（2009年）。ISTAT代码为078018。